# Kowadło (Tatry)

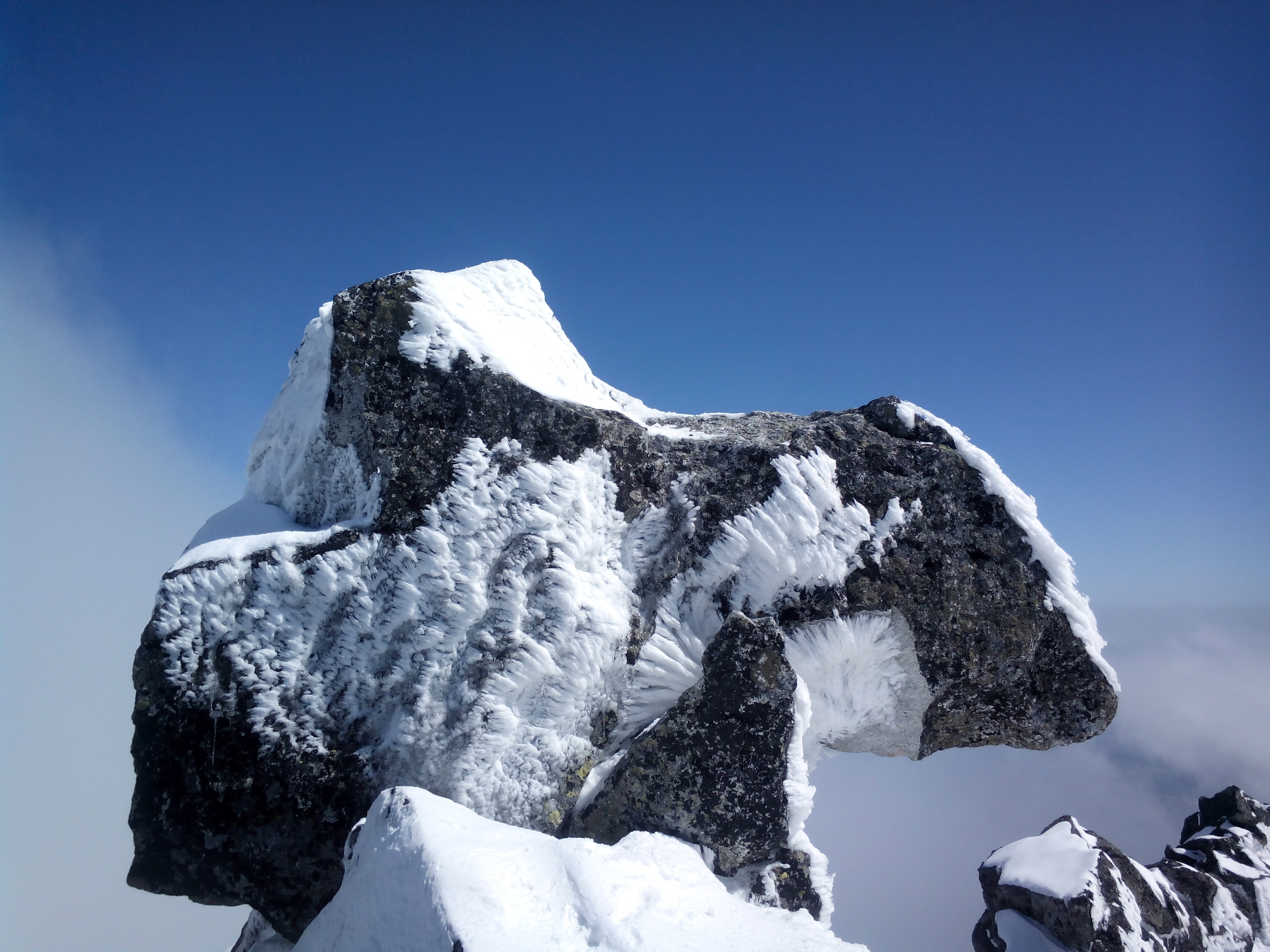

Kowadło – głaz na szczycie Kończystej w słowackich Tatrach Wysokich. Znajduje się na jej wyższym, południowym wierzchołku. Jest to duży, wielotonowy głaz. Jego nazwa pochodzi od charakterystycznego kształtu, podobnego do kowadła. Przez Słowaków głaz ten nazywany jest Koniem Jármaya lub Koniem Nákova. Wejście na niego wymaga podciągnięcia się na rękach. Podobny, ale mniejszy i mniej efektowny głaz znajduje się na Wielkim Solisku.  W sierpniu 2019 roku, w wyniku uderzenia pioruna lub obrywu skalnego, od Kowadła odpadł spory fragment skały, przez co straciło ono swój pierwotny, charakterystyczny kształt.